# Beach Ball
Als Beach Balls (engl. Strandbälle/Wasserbälle) werden in der Seismologie Diagramme bezeichnet, mit deren Hilfe Herdflächenlösungen, also die räumliche Lage von Erdbebenherden, dargestellt werden. Der Name kommt vom Aussehen der Grafiken, die an Wasserbälle erinnern.
Seismische Wellen, wie sie an einem Erdbebenherd erzeugt werden, breiten sich radial in alle Richtungen aus. Bestimmt durch den zugrunde liegenden Herdmechanismus und die räumliche Orientierung der Bruchfläche variiert die Partikelbewegung der Welle abhängig von der Ausbreitungsrichtung. Dort, wo während des Bruchvorganges Kompression vorherrscht, entsteht ein Wellenstrahl mit einem positiven Ausschlag, wohingegen eine Zugspannung wirkt, ist die Amplitude negativ. Nach einem Erdbeben durchlaufen die Erdbebenwellen auf unterschiedlichen Strahlwegen den Erdkörper und können global an seismischen Messstationen aufgezeichnet und u. a. auf das Vorzeichen des Ersteinsatzes hin untersucht werden. Die azimutale Verteilung der positiven und negativen Ausschläge wird in den Beach Ball-Diagrammen als farbige bzw. weiße Zone dargestellt. Deren Anordnung erlaubt, auf die Herdgeometrie zurückzuschließen und kann im Kontext der tektonischen Rahmenbedingungen interpretiert werden.